# Besbre
Besbre – rzeka we Francji, przepływająca przez tereny departamentów Allier oraz Loara, o długości 106,4 km. Stanowi lewy dopływ rzeki Loary.